# Bulbophyllum incumbens
Bulbophyllum incumbens är en orkidéart som beskrevs av Rudolf Schlechter. Bulbophyllum incumbens ingår i släktet Bulbophyllum och familjen orkidéer. Inga underarter finns listade i Catalogue of Life.